# Príncipe Morikuni
Príncipe Morikuni (守邦亲王, Morikuni Shinnō, 19 de junho de 1301 - 25 de setembro de 1333; r. 1308-1333) foi o nono Shōgun do Shogunato Kamakura da História do Japão.

## Biografia
Ele era um filho do oitavo Shōgun Príncipe Hisaaki e foi neto do Imperador Go-Fukakusa . 

## Governo
Durante seu governo ocorreram os reinados de Hanazono (1308 até 1318) e de Go-Daigo (1318 até 1333). Seu governo era controlado por Hōjō Takatoki , Shikken (regente) do Clã Hōjō.
Em 1324 foram descoberto planos de Go-Daigo para derrubar o Shogunato Kamakura, o Rokuhara Tandai (a polícia secreta kamakura) eliminou Hino Suketomo  um emissário de Go-Daigo responsável por fazer a ligação com samurais insatisfeitos e com Akutôs (bandidos e brigões)  de Kinai (atual Kansai). Com a morte de Suketomo o plano foi paralisado. Este episódio ficou conhecido como Incidente Shōchū . 
Em 1331, no chamado Incidente Genkō, novamente foram descobertos novos planos de Go-Daigo para eliminar o Shogunato, desta vez por uma traição de um colaborador Yoshida Sadafusa. Go-Daigo rapidamente escondeu os Tesouros Sagrados no Castelo Kasagiyama (no distrito de Souraku, província de Quioto) e organizou um exército, mas seu castelo foi derrotado pelo exército do Bakufu no ano seguinte. O Shogunato ocupou o castelo, entronizou o Imperador Kōgon e exilou Go-Daigo para a Província de Oki (na atual Shimane), o mesmo lugar para onde o Imperador Go-Toba foi exilado após a Guerra Jōkyū de 1221 . 
Em 1333, Go-Daigo escapou de Oki com a ajuda de Nawa Nagatoshi e sua família, formou um novo exército na região montanhosa de Hoki (atual Tottori). Ashikaga Takauji , que fora enviado pelo Bakufu para encontrar e destruir esse exército, acabou se tornando aliado do Imperador e conseguiu o controle do Rokuhara Tandai . Imediatamente após isso, Nitta Yoshisada , que tinha organizado um exército no Oriente, destruiu o clã Hōjō e capturou o Bakufu . 
Após o colapso do Bakufu Kamakura , Morikuni se tornou monge budista e morreu pouco tempo depois. O Shogunato Kamakura foi sucedido pela Restauração Kemmu